# Kalngale (przystanek kolejowy)
Kalngale – przystanek kolejowy w miejscowości Kalngale, w gminie Ādaži, na Łotwie. Położony jest na linii Ryga - Skulte.